# وینق (خداآفرین)
وینق یکی از روستاهای استان آذربایجان شرقی است که در دهستان منجوان شرقی بخش منجوان شهرستان خداآفرین واقع شده‌است.
روستای وینق بخشی از مناطق حفاظت شده ارسباران محسوب می شود.

## گردشگری
اثری تاریخی بنام عمارت تومانیانس که از دوران قاجار به جای مانده است در قسمت غربی روستای وینق بر فراز تپه‌ای سنگی قرار گرفته است. این عمارت توسط درکیس تومانیانس ارمنی ساخته شده است. به همین دلیل ویژگی‌های یک اثر ایرانی، اسلامی را ندارد و به سبک عمارت های قرن نوزدهم اروپا و روسیه می‌باشد. عمارت تومانیانس کوشکی در دو طبقه با 6 برج و ایوانی سرتاسری است. بنایی با قدمت یک قرن که در سال‌های اخیر در فهرست آثار ملی ایران به ثبت رسیده است. این عمارت سیستم گرمایشی جالبی دارد بدین گونه که لوله‌هایی سفالی در میان دیوارهای عمارت تعبیه شده است که آب گرم در آن‌ها جریان داشته و بدین ترتیب گرمای اتاق‌ها و سایر قسمت‌های عمارت تأمین می‌شود.